# Fissidens pauperrimus
Fissidens pauperrimus är en bladmossart som beskrevs av C. Müller in Geheeb 1881. Fissidens pauperrimus ingår i släktet fickmossor, och familjen Fissidentaceae. Inga underarter finns listade i Catalogue of Life.